# SkolmatsGastro – SM i skolmat
SkolmatsGastro – SM i skolmat  är en tävling som utser Sveriges främsta skolkök. Epitetet SM i skolmat skapades då Sveriges två största skolmatstävlingar, Årets Felix och SkolmatsGastro, slogs samman.
De tävlande skolkockarna tävlar i lag tillsammans med kockar från samma kommun. Lagen som tar sig till final får tävla om vinnartiteln genom att laga en trerätters lunch på GastroNordmässan i Stockholm.  Alla recept ska vara beräknade för 100 elever och snittkostnaden per måltid får inte överstiga 12 kr. För att vinna krävs det att laga rätter som visar upp både kreativitet och kunskap, samt uppnår särskilda näringskrav och kostnadskrav. Syftet med tävlingen är, förutom att höja statusen för landets skolkockar, även att inspirera till bättre skolmat. Sponsorer till tävlingen är Kungsörnen, och förstapris omfattar en gastronomisk studieresa i Europa. Upphovsmannen till tävlingen är kocken Kurt Weid.

## SkolmatsGastro 2014
2014 års final gick av stapeln i maj med hjälp av kocken Tina Nordström. I finalen tävlade landets fem bästa skolkockslag, där de fick som uppgift att tillaga en varmrätt, en vegetarisk rätt och en soppa, inklusive tillbehör. Sammanlagt serverades juryn 525 tallrikar under loppet av 1,5 timme.
Det vinnande laget blev Helenas Skogsträdgård från Skövde kommun, med kombinationen: 
- Pumpasoppa med sidfläsk och syrat äpple, serverat med ingefärssmaksatt foccaccia och hemmagjord färskost.
- Örtpasta med keso- och chilibullar serverade med smörstekta champinjoner och spenat samt yoghurtpesto.
- Potatisfriatta med lättrimmad brynt torsk samt myntaost.[2][3]